# Force de Coriolis
Pour les articles homonymes, voir Coriolis.

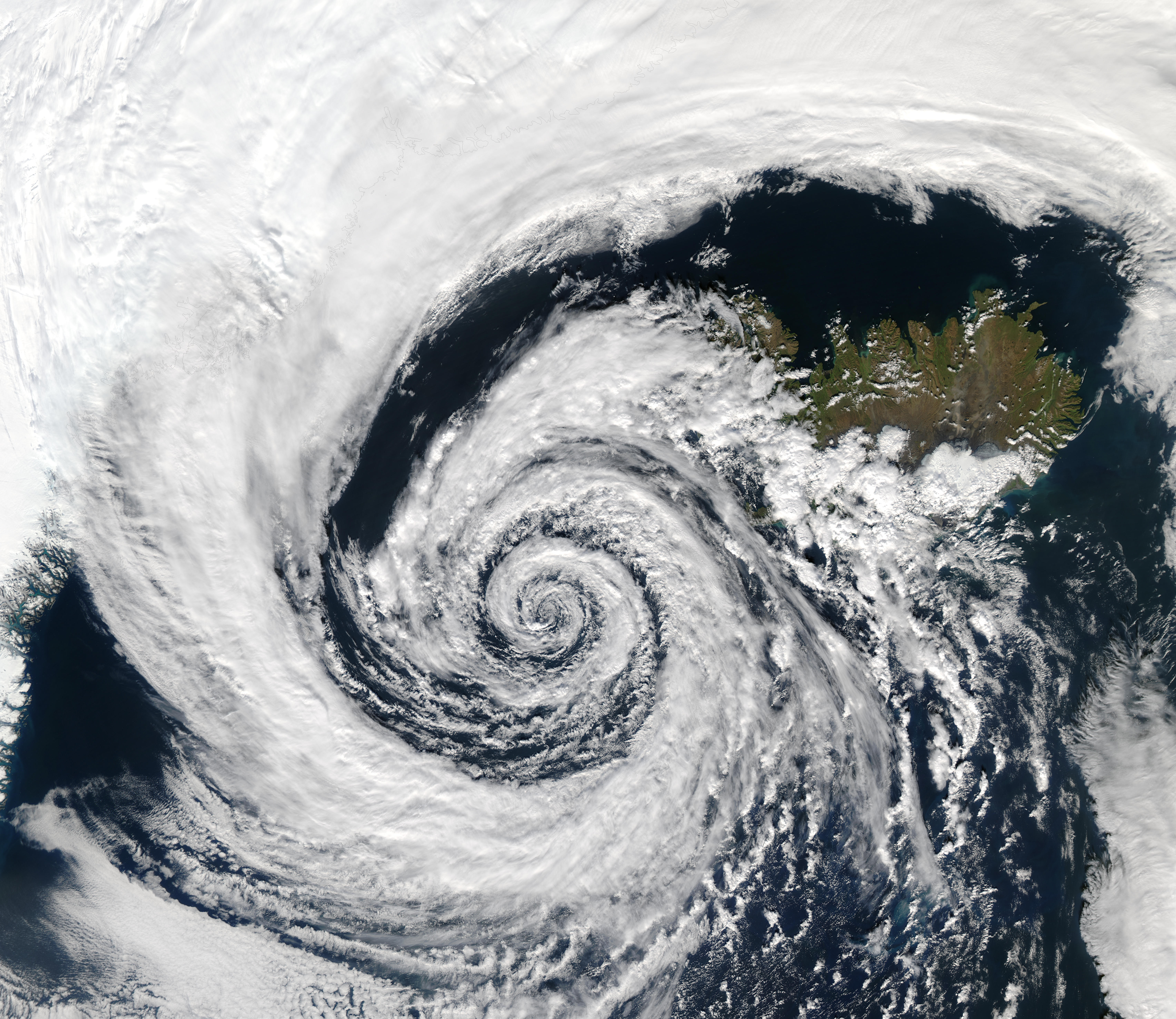
Le sens de rotation de cette zone de basse pression, tournant au large de l'Islande, est dans le sens contraire des aiguilles d'une montre et est dû aux effets combinés de la force de Coriolis et du gradient de pression.

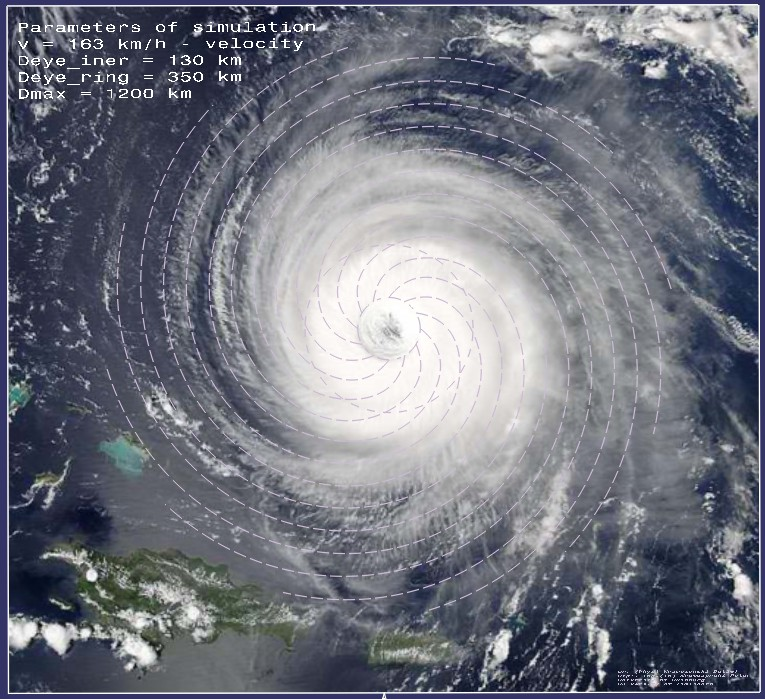
Une simulation mathématique avec l'effet Coriolis du mouvement d'un ouragan. Vue dans un système de référence inertiel.

La force de Coriolis est une force inertielle agissant perpendiculairement à la direction du mouvement d'un corps en déplacement dans un milieu (un référentiel) lui-même en rotation uniforme, tel que vu par un observateur partageant le même référentiel. Cette « force » est nommée ainsi en l'honneur de l'ingénieur français Gaspard-Gustave Coriolis.
Elle n'est pas une « force » au sens strict, soit l'action d'un corps sur un autre, mais plutôt une force fictive résultant du mouvement non linéaire du référentiel lui-même. C'est l'observateur qui change de position par l'action de l'accélération centripète du référentiel et qui interprète tout changement de direction de ce qui l'entoure comme une force inverse. L'introduction de cette force permet de simplifier les calculs du mouvement dans ce genre de repère, au même titre que celui de la force centrifuge.

## Histoire
Au XVe siècle, il est connu que les alizés de l'hémisphère nord soufflent du nord-est et forment une boucle tournant vers la droite (sens des aiguilles d'une montre) dans la ceinture anticyclonique subtropicale (cellules de Hadley). Les navigateurs portugais qui suivent la côte de l'Afrique à la recherche de la route maritime vers l'Inde rencontrent des alizés contraires du sud-est au-delà de l'équateur. Bartolomeu Dias a l'idée que ces vents forment également une boucle tournant vers la gauche (sens inverse des aiguilles d'une montre). Il utilise cette intuition pour naviguer plus rapidement vers le sud de l'Afrique et découvre ainsi le cap de Bonne-Espérance.
L'astronome jésuite Giovanni Battista Riccioli et son assistant Francesco Maria Grimaldi décrivent l'effet en 1651 dans Almagestum Novum, en disant que l'effet de la rotation de la Terre doit dévier la trajectoire d'un boulet de canon, tiré au nord, vers l'est. Dans son Cursus seu Mundus Mathematicus, publié en 1674, Claude François Milliet Dechales, prêtre jésuite et anti-Copernicien comme Riccioli, utilise le fait que ces déviations ne sont pas observées comme argument que la Terre n'est pas en rotation,.
À la fin du XVIIIe siècle et au début du XIXe siècle, la mécanique connaît de grands développements théoriques. En tant qu'ingénieur, Gaspard-Gustave de Coriolis s'intéresse à rendre la mécanique théorique applicable dans la compréhension et le développement de machines industrielles. C'est dans son article Sur les équations du mouvement relatif des systèmes de corps (1835) que Coriolis décrit mathématiquement la force qui portera son nom. Dans cet article, la force de Coriolis apparaît comme une composante supplémentaire à la force centrifuge, elle aussi inertielle, ressentie par un corps en mouvement relativement à un référentiel en rotation, comme cela pourrait se produire par exemple dans les rouages d'une machine.
L'argumentation de Coriolis est basée sur une analyse du travail et de l'énergie potentielle et cinétique dans les systèmes en rotation. De nos jours, la démonstration la plus utilisée pour enseigner la force de Coriolis utilise les outils de la cinématique.
Ce n'est qu'à la fin du XIXe siècle que cette force fait son apparition dans la littérature météorologique et océanographique. Le terme « force de Coriolis » apparaît au début du XXe siècle.

## Définition

Trajectoire d'une bille noire à vitesse constante vue d'au-dessus devant un disque en rotation où se trouve un point rouge à la bordure. Pour un observateur extérieur immobile, c'est une ligne droite (en haut). Pour un observateur qui serait sur le point rouge (en bas), elle épouse la courbe inverse de la rotation.

Situation similaire à la précédente mais vue avec un mouvement horizontal sans friction.

En mécanique newtonienne, on qualifie la force de Coriolis de force fictive, ou inertielle, en vertu du fait qu'elle n'existe que parce que l'observateur se trouve dans un référentiel en rotation alors qu'aucune force ne s'exerce pour un observateur dans un référentiel galiléen (ou référentiel inertiel).
L'animation à droite montre la différence entre, en haut, le point de vue d'un observateur immobile dans un référentiel inertiel hors du système et, en bas, celui d'un observateur qui se déplace avec un disque en rotation dans le même référentiel. Dans les deux cas, il n'y a pas de friction entre la bille noire et le disque et donc aucune force réelle. Pour le premier observateur, la bille ne fait que se déplacer avec une vitesse constante depuis le centre du disque vers sa bordure. Pour lui, il n'y a pas de force en jeu et la bille se déplace en ligne droite.
Pour le second, le point rouge, le disque est immobile et la bille se déplace le long d'un arc de cercle, vers sa gauche, changeant constamment de direction. Il faut donc une force pour expliquer ce déplacement. Cette pseudo-force est la force d'inertie composée de la force de Coriolis {\displaystyle {\vec {F}}_{C}} et de la force centrifuge. La force de Coriolis est perpendiculaire à l'axe de rotation du référentiel et au vecteur de la vitesse du corps en mouvement. Si le corps s'éloigne de l'axe de rotation, {\displaystyle {\vec {F}}_{C}} s'exerce dans le sens contraire de la rotation. Si le corps se rapproche de l'axe de rotation, {\displaystyle {\vec {F}}_{C}} s'exerce dans le même sens que la rotation.

### Représentation vectorielle
La définition précédente ne permet que difficilement d'obtenir la forme exacte de la force de Coriolis. Pour cela, il faut effectuer directement le calcul de l'accélération dans le repère accéléré. On en déduit qu'il est possible de représenter {\displaystyle {\vec {F_{C}}}} comme un produit vectoriel en utilisant :
{\displaystyle {\vec {F_{C}}}=-2m\,\Omega (t)\,({\vec {e}}_{axe}\wedge {\vec {v}})}
où :
- {\displaystyle m~} est la masse du corps ;
- {\displaystyle {\vec {e}}_{axe}} est un vecteur unitaire parallèle à l'axe de rotation ;
- {\displaystyle \Omega (t)~} est la vitesse angulaire instantanée de rotation ;
- {\displaystyle {\vec {v}}} est la vitesse relative du corps par rapport au référentiel en mouvement (voir accélération de Coriolis).

Cependant, on peut multiplier la vitesse angulaire {\displaystyle \Omega } avec {\displaystyle {\vec {e}}_{axe}}, ce qui produit le vecteur {\displaystyle {\vec {\Omega (t)}}}. Ce vecteur vitesse-pivotement instantané {\displaystyle {\vec {\Omega (t)}}} décrit ainsi à la fois la direction et la vitesse angulaire du référentiel.
{\displaystyle {\vec {F_{C}}}=-2m{\vec {\Omega }}(t)\wedge {\vec {v}}}
Ou
une seconde définition :
{\displaystyle {\vec {F_{C}}}=-m\,{\vec {a}}_{c}}
où :
- {\displaystyle m~} est la masse du corps ;
- {\displaystyle {\vec {a}}_{c}} est le vecteur accélération de Coriolis.

### Force de Coriolis et force axifuge
Dans l'image du disque et de la bille vue précédemment, cette dernière glisse sans frottement et seule la force d'inertie est présente dans le repère en rotation. Dans le cas du mouvement d'un corps à la surface de la Terre, ce dernier a son mouvement propre à la surface du globe. Il se déplace également dans l'espace, avec la rotation de la planète, en étant attiré par la gravité. Il subit lui aussi la force d'inertie d'entraînement. La force d'inertie est la somme de la force de Coriolis et de la force d'inertie d'entrainement :
{\displaystyle {\vec {F}}_{\text{inertie}}={\vec {F_{C}}}+{\vec {F}}_{\text{entrainement}}}
La force d'entraînement comprend plusieurs termes dont la force centrifuge. Comme vu précédemment, la force de Coriolis dépend de la vitesse du corps en mouvement. La force centrifuge, en réalité la force axifuge, se définit elle comme {\displaystyle \scriptstyle -m{\vec {\omega }}\wedge ({\vec {\omega }}\wedge {\vec {OM}})} et dépend de la position (R) du corps par rapport à l'axe de rotation instantané. Ces deux forces peuvent varier si {\displaystyle \Omega (t)} varie, mais pour un {\displaystyle \Omega (t)} donné, « on peut dire » que la force centrifuge est la composante statique de la force inertielle se manifestant dans le référentiel en rotation, alors que la force de Coriolis en est la composante cinématique (cf. forces d'inertie). Il faut de plus compter avec la force d'inertie orthocentrifuge : {\displaystyle -m{\frac {d{\vec {\omega }}}{dt}}\wedge {\vec {OM}}} ; sinon, l'analyse serait fausse.

## Applications géophysiques
La force de Coriolis permet l'interprétation de beaucoup de phénomènes à la surface de la Terre. En effet, la Terre tourne sur elle-même, et ce mouvement engendre une force de Coriolis sur les corps à sa surface. Afin de calculer correctement la force de Coriolis, il faut utiliser la durée du jour sidéral {\displaystyle \scriptstyle T_{sideral}} qui correspond à 23 h 56 min 4,09 s. On en déduit {\displaystyle \scriptstyle \Omega _{T}} la vitesse angulaire de rotation de la Terre sur elle-même :
{\displaystyle \Omega _{T}={\frac {2\pi }{T_{sideral}}}=7,2921.10^{-5}rad.s^{-1}}.
On citera comme exemples de la manifestation de la force de Coriolis sur Terre le mouvement des masses d'air et des cyclones, la déviation de la trajectoire des projectiles à grande portée (cf. Pariser Kanonen), le changement du plan de mouvement d'un pendule tel que montré par Foucault dans son expérience du pendule de Foucault en 1851 au Panthéon de Paris, ainsi que la légère déviation vers l'est lors de la chute libre.

### Coriolis en météorologie et en océanographie
L'application la plus importante de la pseudo-force de Coriolis est sans conteste en météorologie et en océanographie. En effet, les mouvements à grande échelle de l'atmosphère terrestre sont le résultat de la différence de pression entre différentes régions de la couche atmosphérique mais sont assez lents pour que le déplacement dû à la rotation de la Terre influence la trajectoire d'une parcelle d'air. L'exemple utilisé ici considère la circulation atmosphérique mais les mêmes remarques sont valides pour les mouvements des courants de surface dans les mers.

#### Paramètre de Coriolis
Pour simplifier les calculs, il faut définir d'abord le paramètre ou fréquence de Coriolis comme, :
{\displaystyle f=2\Omega _{T}\sin \phi }
où {\displaystyle \scriptstyle \phi } est la latitude.
Les oscillations inertielles à la surface de la Terre dues à la force de Coriolis se produisent à la fréquence définie comme {\displaystyle \scriptstyle |f|}, appelée aussi fréquence d'inertie, période de Coriolis ou période d'inertie. Cela veut dire qu'une particule seulement affectée par la force de Coriolis effectuera un cercle complet autour de sa position de départ à {\displaystyle \scriptstyle |f|} sur un rayon de {\displaystyle \scriptstyle R=A_{0}{\left|f\right|}^{-1}} où A0 est l'amplitude de sa vitesse (section Balistique et cercles inertiels).

#### Circulation autour d'une dépression

Diagramme qui montre comment les vents sont déviés pour donner une circulation anti-horaire dans l'hémisphère nord autour d'une dépression. La force de pression (opposée au gradient de pression) est en bleu, celle de Coriolis en rouge et le déplacement en noir.

Le flux d'air dans une masse d'air au repos s'effectue depuis les zones de haute pression vers celles de basse pression. Si la Terre n'était pas en rotation, la pression d'air s'égaliserait donc rapidement et l'atmosphère deviendrait rapidement isotrope sans apport de chaleur. Par contre, avec le réchauffement différent aux pôles et à l'équateur qui maintient une différence de pression, on aurait une éternelle circulation entre ces deux endroits. Cette dernière circulation existe près de l'équateur où l'effet de Coriolis devient nul car {\displaystyle {\vec {\Omega _{T}}}} et {\displaystyle {\vec {V}}} deviennent parallèles (voir Cellules de Hadley).
Cependant, la Terre tourne, et en utilisant la définition de la force de Coriolis dans un référentiel en rotation, on voit que cette dernière augmente à mesure que la vitesse obtenue par le gradient de pression augmente mais dans la direction perpendiculaire. Ceci donne une déviation vers la droite dans l'hémisphère nord (gauche dans celui du sud) d'une parcelle d'air en mouvement. Ainsi, la circulation de l'air sera anti-horaire autour d'une dépression et horaire autour d'un anticyclone (hémisphère nord). Il s'agit là du vent géostrophique.
Dans la figure à droite, on voit comment cela se produit en prenant les quatre points cardinaux comme début de l'interaction des forces. Le gradient de pression (flèches bleues) amorce le déplacement de l'air mais la force de Coriolis (flèches rouges) le fait dévier vers la droite (flèches noires). Le gradient de pression s'ajuste en direction avec ce changement ainsi que la force de Coriolis, ce qui fait changer continuellement la direction de la parcelle. Rapidement, le gradient de pression et la force de Coriolis s'opposent et le déplacement de l'air se stabilise en suivant une trajectoire perpendiculaire au gradient et donc parallèle aux lignes d'équi-pression (isobares). En fait, à cause de la friction, de la force centrifuge et des différences de pression dans une région, l'équilibre n'est jamais vraiment atteint et la direction restera toujours légèrement vers le centre de basse pression (voir Spirale d'Ekman).
Les dépressions, aussi appelées « cyclones », ne peuvent pas se former près de l'équateur où la composante horizontale de la force de Coriolis est nulle. La variation de la force de Coriolis donne donc différents régimes de circulation atmosphérique selon la latitude.

### Balistique et cercles inertiels

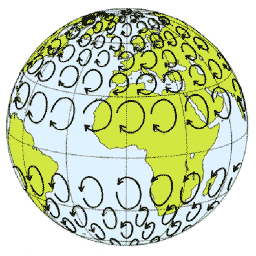
Trajectoire d'un corps en mouvement non accéléré.

Animation montrant la rotation de la Terre vers l'Est.

Une autre utilisation pratique de la force de Coriolis est le calcul de la trajectoire des projectiles dans l'atmosphère. Une fois qu'un obus est tiré ou qu'une fusée en vol sous-orbital a épuisé son carburant, sa trajectoire n'est contrôlée que par la gravité et les vents (quand il est dans l'atmosphère). Dans le repère en rotation qu'est la Terre, le sol se déplace par rapport à la trajectoire rectiligne que verrait un observateur immobile dans l'espace. Donc pour un observateur terrestre, en omettant la déviation due au vent, il faut ajouter la force de Coriolis pour savoir où le projectile retombera au sol.
Dans la figure de droite, on montre la composante horizontale de la trajectoire qu'un corps parcourrait s'il n'y avait que la force de Coriolis qui agissait (elle ne comporte pas la composante verticale du vol, ni la composante verticale de Coriolis). En supposant que le corps se déplace à vitesse constante de l'équateur vers le pôle Nord à altitude constante du sol, il subit un déplacement vers la droite par Coriolis (hémisphère nord). Sa vitesse ne change pas mais sa direction courbe. Dans sa nouvelle trajectoire, la force de Coriolis se remet à angle droit et le fait courber encore plus. Finalement, il effectue un cercle complet en un temps donné qui dépend de sa vitesse (v) et de la latitude. Le rayon de ce cercle (R) est :
{\displaystyle \,R=v/f}
où {\displaystyle {\begin{cases}f\ {\text{est la projection horizontale de la force de Coriolis (param}}{\rm {\grave {e}}}{\text{tre de Coriolis)}}\\\phi ={\text{latitude}}\\f=-2\sin(\phi )\Omega _{T}\end{cases}}}.
Pour une latitude autour de 45 degrés, {\displaystyle \,f} est de l'ordre de 10−4 seconde−1 (donnant une période de rotation de 14 heures). Si un projectile se meut à 800 km/h (environ 200 m/s), l'équation donne un rayon de courbure de 2 000 km. Il est impossible pour un projectile sur une courbe balistique de rester en l'air 14 heures et il effectuera donc seulement une partie de la trajectoire courbe. Par exemple, pendant la Première Guerre mondiale, les obus tirés par les Pariser Kanonen, appelés Grosse Bertha par les Français, qui pilonnaient Paris à 110 kilomètres de distance, étaient déviés de près de 1 600 mètres par la force de Coriolis.
Par contre, la situation est différente dans le cas de l'océan ou de l'atmosphère. En effet, pour une parcelle d'air en mouvement dans une zone où la pression atmosphérique est uniforme (vaste col de pression) ou pour une couche océanique en mouvement dans une zone à très faible relief dynamique, le déplacement inertiel est appelé oscillation d'inertie. Aux latitudes moyennes, avec une vitesse typique de 10 m/s pour l'air, le rayon est de 100 km alors qu'avec des vitesses de 0,1 m/s pour l'eau, on obtient un rayon de 1 km. Dans ces deux cas, ces oscillations d'inertie, dont le rotationnel est nul, ne doivent pas être confondues avec des tourbillons. Ces trajectoires inertielles sont des cercles décrits en un demi-jour pendulaire dans le sens inverse de celui de la circulation autour d'une dépression : il s'agit d'un cas où il n'y a pas de gradient de pression. En toute rigueur, comme {\displaystyle \,f} varie avec la latitude, cette trajectoire n'est pas exactement un cercle, c'est une boucle qui ne se referme pas. En effet, la vitesse restant constante, la déviation due à l'effet Coriolis est plus forte à la latitude la plus élevée de la trajectoire. Il s'ensuit qu'après une période d'inertie, la parcelle d'eau ou d'air se retrouve légèrement à l'ouest de son point de départ, aussi bien dans l'hémisphère nord que dans l'hémisphère sud.

### Coriolis à trois dimensions
Parce que la Terre n'est pas plate et que l'atmosphère a une certaine épaisseur, en plus d'une composante horizontale, les mouvements ont généralement une composante verticale. La force de Coriolis ne s'exerce donc pas uniquement parallèlement à la surface de la planète mais également selon la verticale. Par exemple, une parcelle d'air en surface pourrait se diriger en direction d'une étoile du firmament dans le sens de rotation de la Terre. Comme cette dernière tourne, sa surface change de direction par rapport à cette orientation et la parcelle semble s'éloigner vers le haut, d'où une pseudo-force l'attirant dans cette direction.
Cet effet est très faible car la force de Coriolis a peu de temps pour s'exercer avant que la parcelle d'air atteigne la limite supérieure ou inférieure de l'atmosphère mais influence certains objets comme les tirs balistiques (section Balistique et cercles inertiels). Les effets divergent selon la direction :
- une parcelle d'air descendante sera légèrement défléchie vers l'est ;
- une autre en ascension sera défléchie vers l'ouest ;
- un mouvement vers l'est montera légèrement ;
- un mouvement vers l'ouest descendra légèrement.

### Interprétations erronées

#### L'eau du lavabo
Contrairement à une croyance populaire, la force de Coriolis due à la rotation du globe terrestre est trop faible pour avoir le temps d'influer sur le sens de rotation de l'écoulement de l'eau dans un lavabo qui se vide. Comme l'ont montré Ascher Shapiro et Lloyd N. Trefethen, pour percevoir une telle influence, il est nécessaire d'observer une masse d'eau stabilisée dans un très grand bassin circulaire, d'un diamètre de l'ordre d'au moins plusieurs dizaines de kilomètres pour un effet en centimètres,,. Dans le siphon d'un lavabo, le sens de rotation de l'eau est dû à la géométrie du lavabo et aux microcourants d'eau créés lors de son remplissage, ou lors d'une agitation de l'eau. Il est donc possible de fausser le résultat en donnant une impulsion à l'eau, comme on peut le voir sur certaines vidéos, où l'expérience est proposée aux touristes sur l'équateur terrestre.
Pour calculer la composante horizontale de l'accélération de Coriolis, {\displaystyle a}, on utilise cette relation :
{\displaystyle a=2\omega \cdot v\cdot \ |\sin(\phi )|}.
Avec :
{\displaystyle \omega \,} : vitesse angulaire du pivotement sidéral de la Terre. {\displaystyle \omega ={\frac {2\pi }{j_{\text{sideral}}}}\ rad\cdot s^{-1}} ;
{\displaystyle j_{\text{sidéral}}} : le nombre de secondes dans un jour sidéral. Prenons {\displaystyle j_{\text{sidéral}}} {\displaystyle \approx 86164} ;
{\displaystyle v\,} : Vitesse horizontale de l'eau en mouvement. Prenons {\displaystyle v=1\ m\cdot s^{-1}} ;
{\displaystyle \phi \,} : Latitude du lieu considéré. Prenons {\displaystyle \phi \approx 60^{\circ }} ;
Application numérique : {\displaystyle a={\frac {4\pi \cdot \sin(60^{\circ })}{86164}}\approx 0,0001\ m\cdot s^{-2}}.
Soit environ 100 000 fois moins que l'accélération due à la pesanteur {\displaystyle (g=9,81\ m\cdot s^{-2})}. Ainsi, le bassin se vide bien avant que la déviation due à Coriolis se fasse sentir. Une expérience facile à reproduire et qui démontre ce point est présentée à ce sujet sur le site de Planet Terre. Dans le cas des attractions touristiques mentionnées précédemment, la latitude est nulle, et la composante horizontale de l'accélération de Coriolis également.
Pour l'anecdote, George Gamow parodia cette idée reçue en affirmant avoir constaté lors d'un voyage en Australie que dans l'hémisphère sud, les vaches ruminent en faisant circuler l'herbe en sens inverse du sens dans l'hémisphère nord.

#### Les tornades et tourbillons de poussière
La rotation dans une tornade est le plus souvent anti-horaire dans l'hémisphère nord, et l'inverse dans celui du sud, mais ce n'est pas directement dû à la force Coriolis,. Cependant, de 1 à 2 % des tornades font l'inverse, ce qu'on appelle des tornades anticycloniques.
La rotation est d'abord initiée par le cisaillement des vents dans la couche d'air près du sol qui donne un vortex horizontal de l'air. Lorsque le fort courant ascendant d'un orage verticalise cette rotation et qu'elle se concentre, le sens est déjà déterminé. On est là encore dans un domaine où le mouvement de l'air est beaucoup trop rapide pour que l'effet de Coriolis ait le temps d'avoir un impact sur le tourbillon. La seule chose que la force de Coriolis a influencé est la configuration à l'échelle synoptique des vents au-dessus de la couche limite atmosphérique mais les effets du relief entrent en jeu plus bas (voir spirale d'Ekman), pouvant changer sensiblement le cisaillement des vents.
Dans le cas d'un tourbillon de poussière, la mise en route de la rotation se fait par une différence des vents horizontaux. On a alors un axe vertical de tourbillon créé où la force centrifuge est contrebalancée par celle de la pression. La vitesse des particules est trop rapide et sur un trop petit rayon pour que la force de Coriolis ait le temps d'agir. Les observations ont montré que la rotation dans ces vortex est statistiquement divisée également entre horaire et anti-horaire, quel que soit l'hémisphère.

#### Divers
La force de Coriolis ne dépend pas de la courbure de la Terre, seulement de sa rotation et de la latitude où on se trouve.
La Terre étant quasiment une sphère, les cartes géographiques en deux dimensions sont nécessairement une projection (voir par exemple la projection de Mercator) qui donne une distorsion de la surface terrestre. La trajectoire des missiles balistiques, ou des obus, est courbée lorsqu'on la trace sur une carte mais la courbe obtenue est une somme de l'effet de Coriolis, des vents et de la projection qui a servi à faire la carte. Or ces deux dernières sont en général plus importantes que la déviation de Coriolis.

## Dans la culture populaire
- Dans le cycle de Dune du romancier Frank Herbert, les tempêtes Coriolis sont de gigantesques tempêtes de sable se produisant sur la planète Arrakis. La rotation de la planète alimente et entretient ces tempêtes que rien n'arrête sur cette planète sableuse, hormis les quelques formations rocheuses, détruisant tout sur leur passage.
- Dans Rendez-vous avec Rama du romancier Arthur C. Clarke le sergent Myron avertit sur l'effet Coriolis à ses compagnons pendant la première exploration de l'astéroïde-vaisseau.
- Dans le jeu vidéo Call of Duty 4: Modern Warfare, l'effet de Coriolis fait son apparition lorsqu'il s'agit de tirer sur une cible très éloignée (à 896,7 mètres) avec un fusil de précision Barrett M82.
- Cet effet est mentionné dans le film Shooter, tireur d'élite lors d'un tir à plus de 1 600 mètres que doit effectuer le personnage principal contre le président des États-Unis.
- Dans l'épisode de la série Les Simpson « Bart contre l'Australie », la force de Coriolis est à la base de l'intrigue. Bart fait des appels malicieux à travers le monde et est troublé d'apprendre que le sens du tourbillon des toilettes est inverse en Australie (fausseté déjà démontrée). Un membre de l'ambassade américaine le rassure en mentionnant qu'un système permet de faire tourner le tourbillon dans le sens américain dans leurs locaux.

#### Généraux
- Gaspard-Gustave Coriolis
- Accélération de Coriolis
- Liste d'effets scientifiques
- Référentiel non inertiel
- Composition des mouvements
- Force d'Eötvös

#### Phénomènes concernés
- Balistique :
  - Déviation vers l'est
  - Pariser Kanonen
  - Boulet de Mersenne
- Météorologie :
  - Anticyclone/Cyclone
  - Dépression
  - Vent
  - Loi de Buys-Ballot
- Océanographie :
  - Remontée d'eau (« upwellings »)
  - Courant marin
- Métrologie :
  - Gyromètre (micro-capteurs de vitesse angulaire)
- Autres :
  - Train gravitationnel
  - Pendule de Mach
  - Pendule de Foucault